# 美・サイレント
「美・サイレント」（び・サイレント）は、1979年3月1日にリリースされた山口百恵の25枚目のシングルである。発売元はCBSソニー。

## 概要
表題曲「美・サイレント」のサビで声に出さない（口パク）箇所があるが、その歌詞は正式には発表されていない。百恵は当初フジテレビ『夜のヒットスタジオ』などでは「あの部分は本来歌詞が有りませんから」とコメントしている。しかし、TBS『ザ・ベストテン』においては視聴者からの質問が相次いだこともあり、同番組内でそこに当てはまる言葉の何通りかを字幕スーパーにて掲示した（「情熱」「ときめき」「ひととき」など）。
リード・ギター（この曲ではアコースティックギター）を弾いているのは元愛奴の青山徹。ディレクターの川瀬泰雄が愛奴時代の青山のテクニックやフレーズに惚れ込み、萩田光雄を通じて青山を起用した。同年7月発売のアルバム『L.A. Blue』は、リード・ギターのほとんどを青山が弾いている。
B面曲の「曼珠沙華（マンジューシャカ）」は、前年12月に発売されたオリジナル・アルバム『曼珠沙華』からのリカット曲。シングル・バージョン用に冒頭部分の台詞がカットされている。なお、曼珠沙華とはヒガンバナのことである。

## 収録曲
| 全作詞: 阿木燿子、全作曲: 宇崎竜童、全編曲: 萩田光雄。 |                                    |          |            |      |
| #                                                      | タイトル                           | 作詞     | 作曲・編曲 | 時間 |
| 1.                                                     | 「美・サイレント」                 | 阿木燿子 | 宇崎竜童   | 3:55 |
| 2.                                                     | 「曼珠沙華(シングル・バージョン)」 | 阿木燿子 | 宇崎竜童   | 5:14 |
| 合計時間:                                              | 合計時間:                          | 9:09     |            |      |

## 歌が使われたCM
- トヨタ・コロナEXiV - 歌唱は本木雅弘
- セグレタ - 歌唱はケイコ・リー

## 品番
- 1979年3月1日 - EP: 06SH 467（シングル）
- 1989年3月21日 - 8cmCD: 10EH 3185（「Platinum Single SERIES」 片面: 愛の嵐）
- 2004年7月22日 - 8cmCD: MHCL 10044（オリジナル・カラオケ、『A Face in a Vision』初回紙ジャケ仕様盤）

## カバー
美・サイレント
- CHINEPHILE（2003年、アルバム『KAYOMANIA』）
- 大橋純子（2005年、トリビュート・アルバム『山口百恵トリビュート Thank You For…part2』）

曼珠沙華
- 藤あや子
- 門倉有希
- 工藤静香
- 鈴木トオル
- 三浦祐太朗
- 梅艷芳

## 関連作品
美・サイレント
- A Face in a Vision
- Again 百恵 あなたへの子守唄
- 33 SINGLES MOMOE
- 山口百恵ベスト・コレクション
- 百恵復活
- 百惠辞典
- 山口百惠ベスト・コレクションII 〜いい日旅立ち〜
- ベスト・セレクション Vol.2
- 2000 BEST 山口百恵 ベスト・コレクション
- GOLDEN☆BEST 山口百恵 PLAYBACK MOMOE part2
- 山口百恵ベスト・コレクション VOL.2
- MOMOE PREMIUM
- Complete MOMOE PREMIUM
- コンプリート百恵伝説
- GOLDEN☆BEST 山口百恵 コンプリート・シングルコレクション

美・サイレント（ニューアレンジ＆ボーカル別テイク）
- 百恵回帰
- コンプリート百恵回帰
- GOLDEN☆BEST 山口百恵 コンプリート・シングルコレクション

曼珠沙華
- 曼珠沙華
- Again 百恵 あなたへの子守唄
- 33 SINGLES MOMOE
- 山口百恵ベスト・コレクション
- 百恵復活
- 百恵クライマックス
- 百惠辞典
- ベスト・セレクション Vol.2
- GOLDEN J-POP/THE BEST 山口百惠
- 2000 BEST 山口百恵 ベスト・コレクション
- GOLDEN☆BEST 山口百恵 PLAYBACK MOMOE part2
- MOMOE PREMIUM
- Complete MOMOE PREMIUM
- コンプリート百恵伝説
- GOLDEN☆BEST 山口百恵 コンプリート・シングルコレクション

曼珠沙華（ライブ音源）
- 山口百恵リサイタル -愛が詩にかわる時-
- 伝説から神話へ -BUDOKAN…AT LAST-
- MOMOE LIVE PREMIUM

曼珠沙華（ニューアレンジ＆ボーカル別テイク）
- 百恵回帰
- コンプリート百恵回帰